# نساء (مجلة)
نساء (بالإنجليزية: Moroccan Ladies، بالفرنسية: Femmes du Maroc) هي مجلة مغربية نسائية شهرية ناطقة باللغات العربية والإنجليزية والفرنسية تُصدر في الدار البيضاء، بالمغرب.

## التاريخ والملف
صدرت مجلة نساء المغرب لأول مرة في نوفمبر من عام 1995، عن دار النشر المغربية «كاراكتير». تُدير المجلة بالإضافة إلى مجلة «نساء» الصحفية المغربية عائشة زعيمي صخري المعروفة بمساندتها القوية لحقوق المرأة، وقد كانت الصخري أول رئيسة تحرير للمجلة.
تضم المجلة قسماً كبيراً مخصصاً للموضة والأزياء، بالإضافة إلى أقسام أخرى كتقديم المشورة النفسية للنساء العاملات، ومن أجل حياة جنسية أكثر متعة، بالإضافة إلى قسم صغير باسم célibattante أي سيدة عزباء وفخورة، استحدث عام 2004 لكسر التقاليد التي تعتبر العلاقات الجنسية خارج إطار الزواج من المحظورات. وتعتبر المجلة نفسها بمثابة إصدار نسوي له هدف صريح ألا وهو تحسين وضع المرأة في المجتمع المغربي. قامت المجلّة بتغطية موضوعات مثيرة للجدل في التسعينيات مثل الاستغلال الجنسي، والعنف المنزلي، والتحرش في المدارس. فضلاً عن ذلك، تقدم المجلة لقاءات صحفية مطولة مع سياسيين، وفنانين، وناشطين. كما تضم مقالات تنتقد الجوانب الأبوية من المجتمع. وقد أطلقت العديد من حملات التوقيع للمطالبة بإجراء إصلاحات قانونية. وتمول المجلة «قفطان» وهو حدث أزياء سنوي تجاري.
عام 2007، بلغت مبيعات كل عدد حوالي 13500 نسخة، لتصبح بذلك أكثر المجلات الشهرية الفرنسية انتشاراً في البلاد. أما النسخة العربية التي تحمل نفس العنوان المُعرّب «نساء من المغرب» فيصل عدد مبيعاتها إلى الضعف. كما توجد مجلات نسائية مغربية أخرى منها ما هو ناطق بالفرنسية مثل سيتادين التي أُنشئت عام 1995 وباعت حوالي 8 آلاف نسخة، ومجلتا أسرة وپاراد اللتان باعت كل منهما حوالي 35 ألف نسخة، وما هو ناطق بالعربية مثل النسخة العربية من مجلة سيتادين والتي باعت 5600 نسخة، ولا لا فاطمة (34 ألف نسخة).